# Ana Barata
Ana Sofia Santos Celorico Albarrán Barata, född 7 december 1970 i Angola, är en svensk programpresentatör. Hon har arbetat på Sveriges Television sedan maj 1998, och numera pressansvarig på företaget sedan 2012.
Tillsammans med först Hans Crispin och sedan Anton Glanzelius gjorde hon inspirations- och upplysningsprogrammet Gör det själv som sändes i tre säsonger. Hon har även jobbat som webb-programledare för Dansbandskampen, och som reporter och redaktör på SVT24.
Ana Barata har studerat turism och internationell kommunikation, statsvetenskap, lingvistik, ekonomisk historia och juridik. Hon talar franska, spanska, engelska, svenska, lite tyska och modersmålet portugisiska.[källa behövs]